# Lowestoft
Lowestoft is een plaats in het bestuurlijke gebied East Suffolk, in het Engelse graafschap Suffolk. De plaats telt 57.746 inwoners.
Lowestoft heeft een zeehaven die, in tegenstelling tot andere havens in de omgeving, ook bij eb is aan te lopen.
Het is het meest oostelijke punt van Engeland. Het plaatsje is daarom geliefd bij Nederlandse zeezeilers die vanuit IJmuiden de oversteek naar Lowestoft maken.
Katwijkse vissers kwamen vroeger regelmatig in Lowestoft. Dat leidde ertoe dat Katwijk en Lowestoft partnergemeentes van elkaar werden. In Lowestoft kwam een Katwijk Way en een park met de naam Katwijk Gardens. Het partnerschap werd in 1996 beëindigd.
Op 13 juni 1665 vond voor de kust de Slag bij Lowestoft plaats tijdens de Tweede Engels-Nederlandse Oorlog.

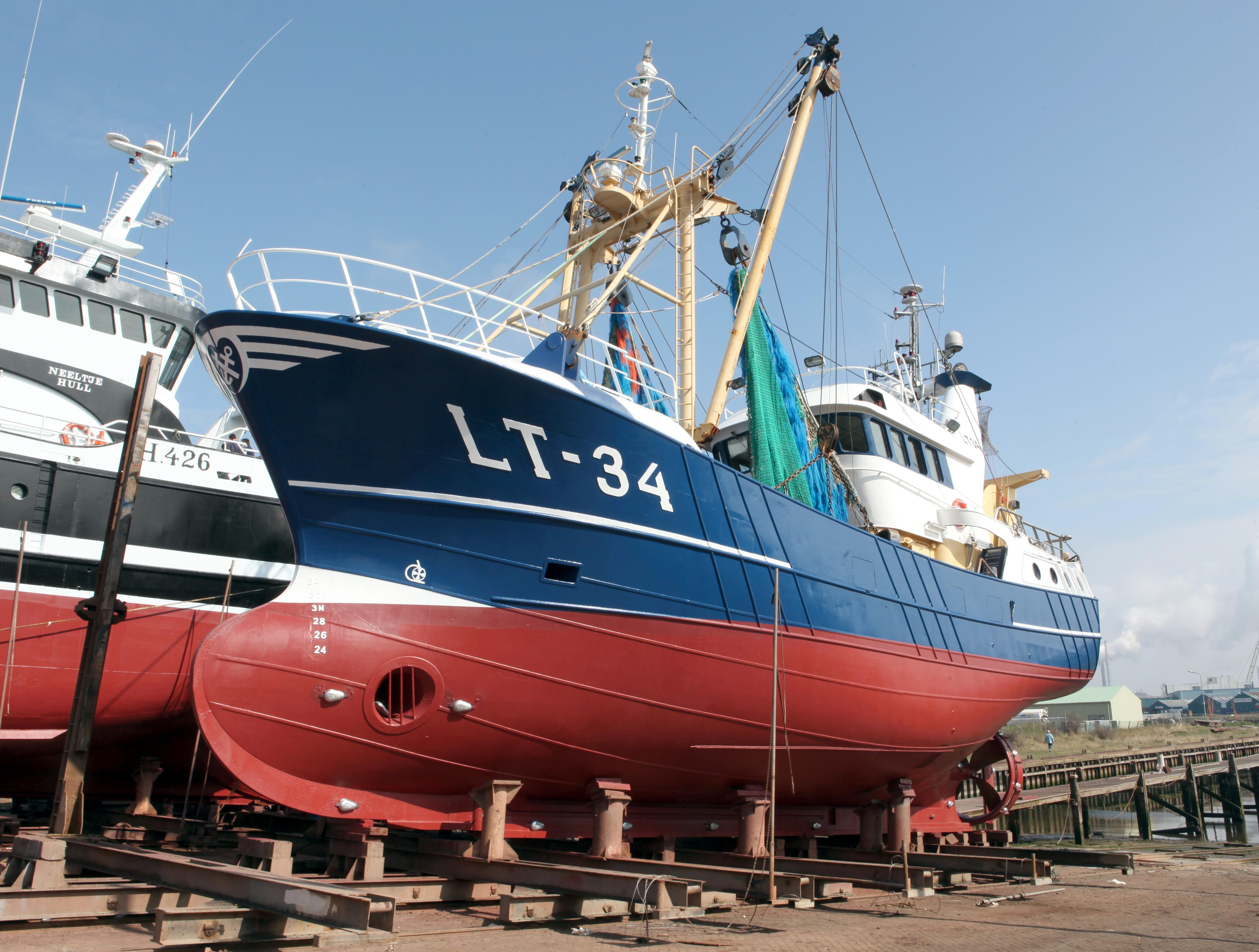
Een boomkorkotter uit Lowestoft

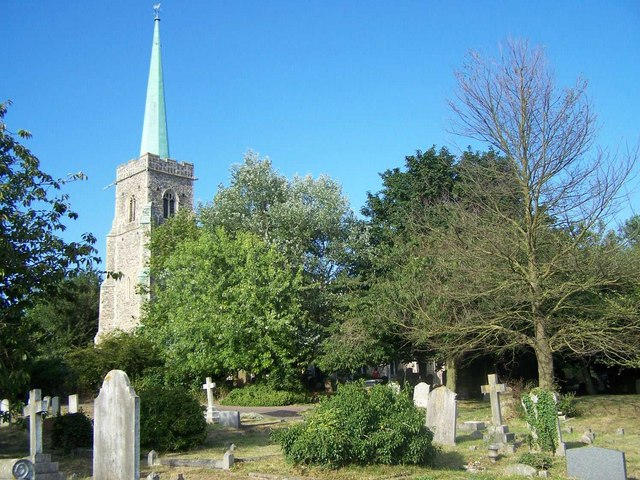
St Margaret's church

## Geboren in Lowestoft
- Thomas Nashe (1567-1601), dichter, (toneel)schrijver en pamflettist